# 地狱蓝调
《地狱蓝调》（英語：Killing Floor）是李·查德的小说处女作，于1997年发表。该书获得了安東尼獎和巴里奖最佳处女作。这也是李·查德首部以傑克·李奇为主角的作品，小说采用第一人称书写。